# وست هموند (نیومکزیکو)
وست هموند (به انگلیسی: West Hammond) یک منطقهٔ مسکونی در ایالات متحده آمریکا است که در نیومکزیکو واقع شده‌است. وست هموند ۱۹٫۵۳ کیلومتر مربع مساحت و ۲٬۷۹۰ نفر جمعیت دارد و ۱٬۴۷۵٫۸۶ متر بالاتر از سطح دریا واقع شده‌است.